# Helgen
En helgen er en person, som er nær ved Gud og derfor hellig. Helgener holdes i minde og ære af de troende.

## Helgener indenfor kristendommen
Indenfor kristendommen taler man om helgener i to betydninger. Den første betydning er alle mennesker, der (bevidst eller ubevidst) tilhører Kristi Kirke.
Den anden betydning er personer, som er i himmelen, eller som på jorden giver sig helt til Gud. 
I den romersk-katolske kirke, den ortodokse kirke og i de orientalske kirker identificerer kirken personer, der med sikkerhed kan regnes for hellige, i den forstand at de er kommet i himmelen. 
Den protestantiske kirke taler normalt kun om hellige i den første betydning (de helliges samfund), men anerkender principielt også hellige i den anden betydning, og ser sådanne personer som trosmæssige forbilleder, hvis liv er værd at huske og efterleve.
Ved reformationen vendte Luther og andre sig imidlertid imod den praksis, der er gældende i de romersk-katolske og ortodokse kirker, hvorefter de troende beder de hellige om at gå i forbøn hos Gud. Dette fordømte protestanterne som afgudsdyrkelse eller påkaldelse af de dødes ånder. Dette står dog i modsætning til tro og praksis, som forbyder tilbedelse af helgener. De hellige opfattes som ligeså levende, som jordiske mennesker, og i stadig bøn til Gud, og bliver derfor æret af de troende.
I den ortodokse kirke er det almindeligt at der i kirken er opsat ikoner, der afbilder helgener. De troende gør korsets tegn foran ikonerne, og beder om den helliges forbøn. Ortodokse har som regel også et alter eller ikonhjørne i deres hjem, som de beder foran. 
Romersk-katolske og ortodokse opfatter krop og sjæl som en helhed, hvilket betyder at de helliges døde krop også bærer deres hellighed. Derfor gemmes de fysiske rester som relikvier og æres.
En person anerkendes først formelt som helgen efter sin død. Langt flertallet af helgener især i oldkirken blev anerkendt, fordi de som martyrer ofrede deres liv for deres tro, og dermed vidnede om Gud. Andre er blevet anerkendt for deres store bidrag gennem bønner, teologi, mission m.v. Det er karakteristisk, at der er knyttet beretninger om overnaturlige hændelser især helbredelser til helgener.
I den romersk-katolske kirke anerkendes helgener gennem en såkaldt helgenkårings- eller kanoniseringsproces, hvor den afdødes liv og levned undersøges grundigt med henblik på at bedømme, om vedkommendes liv levede op til de krav, der kræves for at opnå helgenstatus – herunder skal der bl.a. være et eksempel på mindst ét udført mirakel.
Den vigtigste helgen er Jomfru Maria. Andre fremstående helgener er Jesu apostle og sankt Jørgen. Kendte helgener med tilknytning til Skandinavien er sankt Ansgar, Knud den Hellige og Olaf den Hellige. Der er ikke tal på helgenerne. Om nogle af dem kendes der særdeles meget, ikke mindst om dem, der har efterladt sig mange skrifter som for eksempel Den hellige Chrysostomos, der var biskop i Konstantinopel og levede i Lilleasien omkring år 400. Andre er kun lidt kendte, og nogle endda ukendte selvom de æres – det gælder særligt i de tilfælde, hvor kristne i stort tal er blevet henrettet for deres tro. Et markant eksempel er de 100.000 martyrer fra Tbilisi, der blev henrettet af Sultan Jalal al-Din of Khwarazm i 1227, og som æres den 31. oktober. Andre eksempler på ny helgener er Edith Stein og Den hellige Maria af Paris, som døde i Ravensbrück-koncentrationslejren i 1944.
Mange danske kirker og danske katolske skoler har navn efter helgener.

## Helgener i andre religioner
Hellige mennesker æres også i andre religioner. 
I Islam kaldes helgener for Wali. Retningerne Bektashi/Alevi har forskellige praksisser, der ligger tæt på kristendom, og ærer nogle af de samme helgener fx Den hellige Cosmas af Aitolia. Jøderne kalder helgener for Tzadik. Hinduerne har flere navne for helgener blandt andet Sant.